# Broxtowe (borough)
Pour les articles homonymes, voir Broxtowe.

Localisation du district de Broxtowe dans le Nottinghamshire.

Broxtowe est un district non-métropolitain du Nottinghamshire, en Angleterre. Il fait partie de l'aire métropolitaine du Grand Nottingham.
Il a été créé le 1er avril 1974 par le Local Government Act de 1972 et est issu de la fusion des districts urbains de Beeston and Stapleford, d'Eastwood et d'une partie du district rural de Basford. Il a reçu le statut de borough en 1977.
Les localités du district sont Beeston, où siège le conseil de district, Attenborough, Awsworth, Bramcote, Brinsley, Chilwell, Cossall, Eastwood, Giltbrook, Greasley, Kimberley, Moorgreen, Newthorpe, Nuthall, Stapleford, Strelley, Swingate, Toton, Trowell et Watnall. Une partie de Wollaton fait également partie du district de Broxtowe.

## Source
- (en) Cet article est partiellement ou en totalité issu de l’article de Wikipédia en anglais intitulé « Broxtowe » (voir la liste des auteurs).